# Massimo Dell’Acqua
Massimo Dell’Acqua (* 6. September 1979 in Como) ist ein ehemaliger italienischer Tennisspieler.

## Karriere
Dell’Acqua spielte zwischen 1995 und 1996 ca. 20 Matches auf der ITF Junior Tour. Dort nahm er im Einzel und Doppel einmal an einem Grand-Slam-Turnieren teil, jeweils 1996 an den US Open, die er beide zum Auftakt verlor. In der Junioren-Rangliste erreichte er mit Platz 64 im Einzel und 71 im Doppel seine höchsten Notierungen.
Bei den Profis spielte Dell’Acqua ab etwa 1999 regelmäßig zunächst auf der drittklassigen ITF Future Tour. Mit seinem ersten Finaleinzug auf dieser Ebene stieg er in die Top 400 ein. Durch die zwei ersten Titel stand er in den Top 300 und nahm erstmals an den Turnieren der besser dotierten ATP Challenger Tour teil. Ein Challenger-Viertelfinale erreichte er Mitte 2001 das erste Mal in San Marino. Nach einem etwas schwächeren Jahr 2002 gewann Dell’Acqua 2003 seinen ersten und einzigen Challenger-Titel – er gab in Bristol nur einen Satz ab und schlug im Finale David Prinosil. In den zwei folgenden Wochen verlor er in Manchester erst im Halbfinale gegen Nicolas Mahut und bestritt in Recanati sein zweites Endspiel, welches er gegen seinen Landsmann Daniele Bracciali verlor. Kurz darauf erreichte er sein Karrierehoch von Platz 148 in der Weltrangliste. Auch im Doppel, wo er im Jahr 2000 seinen einzigen Future-Titel gewann, kam er im Dezember 2003 zu seinem ersten Finaleinzug bei einem Challenger in Ischgl. Ein halbes Jahr später gewann er auch in dieser Kategorie seinen einzigen Challenger-Titel durch den Triumph an der Seite von Uros Vico in Recanati. Dank zwei weiterer Finalteilnahmen stand er mit Platz 188 im November 2004 auf seinem Karrierehoch im Doppel.
Durch seine verbesserte Position kam Dell’Acqua nun zu den meisten seiner Teilnahmen an der ATP Tour, der höchsten Turnierkategorie. Die erste erfolgte noch 2003 in Kopenhagen, bevor drei weitere 2004 in Dubai, Barcelona und beim Rom Masters folgten. Besonders bei letzterem Match erbrachte er gegen die Nummer 11 der Welt Nicolás Massú eine gute Leistung, verlor allerdings nach über drei Stunden mit 7:6, 5:7, 3:6, genau wie alle anderen Partien zum Auftakt. Mit zwei erreichten Halbfinals bei Challengers verlor Dell’Acqua in der Rangliste an Boden und beendete das Jahr auf Rang 240. 2005 verlor er in Ljubljana sein drittes Challenger-Endspiel gegen den Spanier Rubén Ramírez Hidalgo, nachdem er im zweiten Satz aufgeben musste. Dadurch hielt er auch in diesem Jahr seine Position in den Top 300. Zwischen 2003 und 2006 konnte Dell’Acqua neunmal an der Qualifikation für ein Grand-Slam-Turnier teilnehmen, aber nur einmal überhaupt, 2003 bei den US Open gewann er ein Match.
Die folgenden Jahre gestalteten sich schwieriger für Dell’Acqua; er schaffte es nie über das Viertelfinale eines Challengers hinaus und musste wieder bei Futures an den Start gehen. Drei weitere Titel gelangen ihm dort bis 2008 zu gewinnen, sodass er zunächst wieder in die Top 400 einstieg. Er bestritt im Juni des Jahres in ’s-Hertogenbosch sein letztes ATP-Tour-Match im Hauptfeld. Nach erfolgreicher Qualifikation schlug er überraschend zum Auftakt Fabio Fognini, einen Top-100-Spieler, bevor er im Achtelfinale David Ferrer unterlag. Der einzige Auftritt auf dieser Ebene im Doppel für ihn war 2006 in Zagreb, als er mit Simone Bolelli als Ersatzpaar den Auftakt nicht siegreich gestalteten konnte. Das Jahr 2009 beendete Dell’Acqua nur noch auf Rang 690, schlechter als alle bisherigen Jahre. Im Folgejahr kehrte er nur noch für zwei Turniereinsätze zurück, ehe er seine Karriere beendete.
In den Tennis-Bundesligen war Dell’Acqua in vier Jahren aktiv, immer für wechselnde Teams und einmal – im Jahr 2004 – für den TC Bamberg auch in der ersten Liga.

## Erfolge
| Legende (Anzahl der Siege) |
| Grand Slam                 |
| ATP Finals                 |
| ATP Tour Masters 1000      |
| ATP Tour 500               |
| ATP Tour 250               |
| ATP Challenger Tour (2)    |

### Einzel

#### Turniersiege
| Nr. | Datum         | Turnier  | Belag     | Finalgegner    | Ergebnis |
| --- | ------------- | -------- | --------- | -------------- | -------- |
| 1.  | 24. Juli 2004 | Recanati | Hartplatz | David Prinosil | 6:4, 6:4 |

### Doppel

#### Turniersiege
| Nr. | Datum         | Turnier | Belag | Partner   | Finalgegner                       | Ergebnis |
| --- | ------------- | ------- | ----- | --------- | --------------------------------- | -------- |
| 1.  | 12. Juli 2003 | Bristol | Rasen | Uros Vico | Daniele Giorgini Federico Torresi | 6:1, 6:4 |